# Guðmundur Sigurjónsson
Guðmundur Sigurjónsson (ur. 25 września 1947 w Reykjavíku) – islandzki szachista, arcymistrz od 1975 roku.

## Kariera szachowa
Od połowy lat 60. do połowy 80. należał do ścisłej czołówki islandzkich szachistów. Trzykrotnie (1965, 1968, 1972) zdobył tytuły mistrza kraju. Oprócz tego, dziesięciokrotnie reprezentował Islandię na szachowych olimpiadach (w tym 4 razy na I szachownicy), w roku 1986 zajmując wraz z drużyną V miejsce. Łącznie rozegrał 112 olimpijskich partii, w których zdobył 60½ pkt. W roku 1975 został drugim Islandczykiem,  któremu Międzynarodowa Federacja Szachowa przyznała tytuł arcymistrza.
Pierwszy sukces na arenie międzynarodowej odniósł w 1967 r., zwyciężając w finale B mistrzostw świata juniorów do 20 lat w Jerozolimie (oznaczało to XI miejsce na świecie). W kolejnych latach odniósł sukcesy w m.in. Reykjaviku (1970, I miejsce), Randers (1973, I-II), Chicago (1973, II), Hastings (1974/75, II-III wraz z Rafaelem Waganianam, za Vlastimilem Hortem), Cienfuegos (1976, memoriał Jose Raula Capablanki, II-III wraz z Jurijem Razuwajewem, za Borysem Gulko), Esbjergu (1978, II za Bentem Larsenem) oraz Brighton (1982, I-III wraz z Jakowem Murejem i Dmitrijem Gurewiczem).
Najwyższy ranking w karierze osiągnął 1 stycznia 1976 r., z wynikiem 2530 punktów dzielił wówczas 47. miejsce na światowej liście FIDE, jednocześnie zajmując 2. miejsce (za Fridrikiem Olafssonem) wśród islandzkich szachistów. W 1987 r. zakończył karierę szachową.